# حزب النجادة
حزب النجادة هو حزب سياسي لبناني قومية عربي ذو نزعة فاشية الاتجاه الذي ظهر في لبنان خلال ثلاثينات القرن العشرين وبقي فاعلا في العمل السياسي حيث اضمحل أبان الحرب الأهلية اللبنانية.

## بداياته
شهد لبنان في ثلاثينات القرن العشرين ظهور تنظيمين طاءفيين شبه عسكريتين للشباب ولدعم الرياضة اذو منحى فاشي واضح في بيروت وغيرها من المدن اللبنانية. الأول هو حزب الكتائب بقيادة بيار الجميل ويمثل المسيحيين وبالأخص الموارنة. وحزب النجادة بقيادة محي الدين النصولي ويمثل المسلمين وبخاصة السنة. وكان بدايات حزب النجادة كحركة كشفية للشباب المسلم يهدف لحماية المجتمع الإسلامي وبمثابة ثقل موازن للكتائب. وكان النصولي من المؤيدين للحركة النازية الألمانية والفاشيستسة الإيطالية وكان ينشر العديد من المقالات في صحيفة بيروت التي كان يرأسها.
اعتمد النصولي على طلاب مدارس جمعية المقاصد لجذب الشباب المسلم السني. لكن كان النصولي يفتقر للدينامية التي تسمح له بجذب الاهتمام بشكل يكافيء ما قامت به الكتائب المنافسة عند المسيحيين.
لم ينجح الحزب في استقطاب مؤيدين حتى عام 1936 عندما قام عدنان الحكيم، وهو أستاذ جامعة سني، بقيادة الحزب وإعادة تنظيم أطره وقواعده ليحولها إلى منظمة حزبية سياسية ناجحة عام 1953 والتي ادت إلى نمو الحزب بشكل سريع.

## المعتقدات السياسية
غالبا ما كان يوصف الحزب بأنه المسلم «التوأم الشقيق» للكتائب. كان النجادة حزب راديكالي محافظ ومعادي للشيوعية يدعوا إلى القومية العربية التي تكافح نحو الوحدة العربية وباستقلال العرب من آي حكم أجنبي وأن لبنان هو عربي. وعلى الرغم فشله من تحقيق هذه الأهداف، بقي الحزب يجذب عددا كبيرا جدا من المسلمين السنة في المجتمع، وخاصة في بيروت.
من الناحية الأيديولوجية، اعتمدت الحزب منذ بداياته على القومية العربية القومية التي سعت لقمع كل التأثيرات الخارجية، بما في ذلك الانتداب الفرنسي للبنان، والتي عمق التناقض مع الكتائب خاصة مع النزعة ياتجاه الفينقة والميول باتجاه الغرب. موكان شعارهر «العروبة فوق كل شيء» أصدق ما يدل إلى ميوله العروبية.
ذكر تقرير صدر في السبعينيات أن «النجادة هو في الأصل منظمة شبه عسكرية، وكان يدعو هذا الحزب المسلم السني إلى القومية العربية والإسلامية الاشتراكية».

## معرض

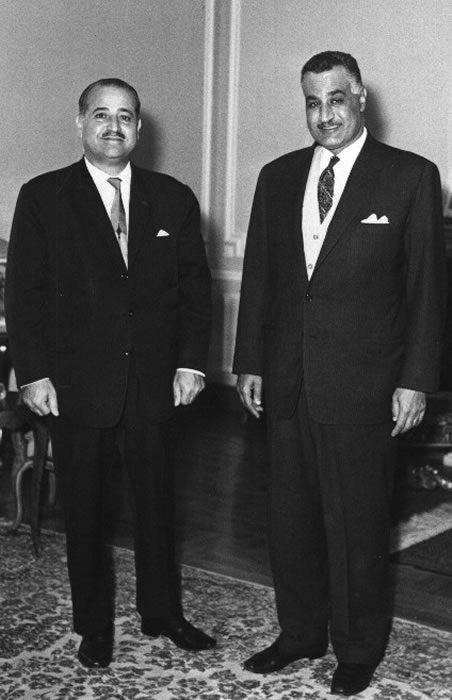
عدنان الحكيم مع جمال عبد الناصر
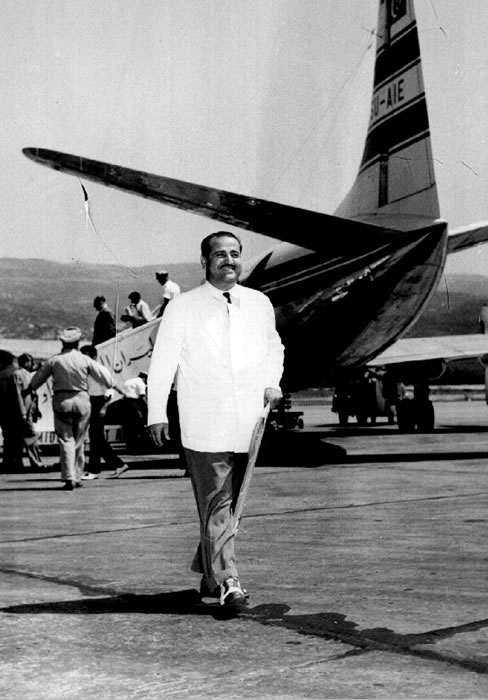
عدنان الحكيم مرحبا به في المطار
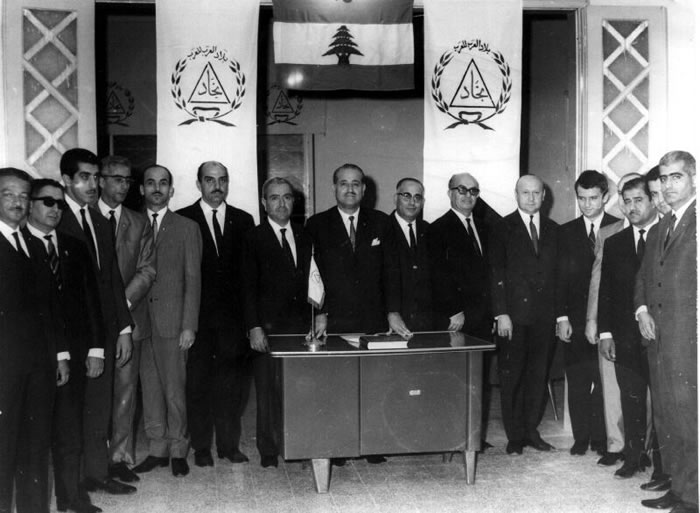
أعضاء المجلس السياسي لحزب النجادة

## الحواشي
1. ↑  Zami, Lebanon's quest (2000), p. 226 نسخة محفوظة 26 أبريل 2020 على موقع واي باك مشين.
2. ↑  Longrigg, Syria and Lebanon under French mandate (1972), p. 359 نسخة محفوظة 21 مايو 2020 على موقع واي باك مشين.
3. ↑  Nordbruch, Nazism in Syria and Lebanon (2009) نسخة محفوظة 09 نوفمبر 2013 على موقع واي باك مشين.
4. ↑  Political handbook and atlas of the world (1970), p. 198 نسخة محفوظة 21 مايو 2020 على موقع واي باك مشين.
5. ↑  Political handbook of the world (1977), p. 228 نسخة محفوظة 24 مارس 2017 على موقع واي باك مشين.